# Flamme de Burke-Schumann
En combustion la flamme de Burke-Schumann est une de flamme de diffusion à l'embouchure des deux cylindres concentriques injectant séparément l'oxydant et le combustible. Son nom vient de S. P. Burke et T. E. W. Schumann, qui ont prédit la hauteur et la forme de la flamme en utilisant l'hypothèse de chimie infiniment rapide (limite de Burke–Schumann) en 1928 lors du premier symposium sur la combustion.

## Description mathématique
Considérons un conduit cylindrique d'axe {\displaystyle z} et de rayon {\displaystyle a} à travers lequel le combustible est alimenté par le bas (voir figure). Son embouchure est située à {\displaystyle z=0}. L'oxydant est alimenté selon le même axe dans le tube concentrique de rayon {\displaystyle b>a}. Soit {\displaystyle Y_{Fo}} la fraction massique dans le tube de carburant (qui peut être dilué dans un gaz neutre) et {\displaystyle Y_{Oo}} celle de l'oxygène dans le conduit extérieur (qui peut être alimenté en air). Le mélange du carburant et de l'oxygène se produit dans la région {\displaystyle z>0}. Les hypothèses suivantes sont faites dans l'analyse :
- La vitesse moyenne est parallèle à l'axe {\displaystyle z} .
- Le flux de masse {\displaystyle \rho v} dans la direction axiale est constant.
- La diffusion axiale est négligeable par rapport à la diffusion transversale (radiale).
- La réaction est infiniment rapide (limite de Burke–Schumann), par conséquent la flamme apparaît comme une nappe de réaction constituant une discontinuité des diverses quantités.
- Les effets de la gravité son négligés.

La réaction chimique est irréversible et en une seule étape, décrite par une loi d'Arrhenius :{\displaystyle \mathrm {Combustible} +s\,\mathrm {O} _{2}\rightarrow (1+s)\mathrm {Produits} +\mathrm {Chaleur} }
où {\displaystyle s} est la masse d'oxygène nécessaire pour brûler une unité de masse de carburant.
{\displaystyle \omega } est la masse de carburant brûlé par unité de volume par unité de temps et on introduit les fractions massiques normalisées de carburant et d'oxydant ainsi que le paramètre de stœchiométrie :
{\displaystyle y_{F}={\frac {Y_{F}}{Y_{Fo}}}\,,\quad y_{O}={\frac {Y_{O}}{Y_{Oo}}}\,,\quad S={\frac {sY_{Fo}}{Y_{Oo}}}}
Les équations régissant la fraction massique de carburant et d'oxydant s'écrivent :
{\displaystyle {\begin{aligned}{\frac {\rho D_{T}}{r}}{\frac {\partial }{\partial r}}\left(r{\frac {\partial y_{F}}{\partial r}}\right)-\rho v{\frac {\partial y_{F}}{\partial z}}={\frac {\omega }{Y_{Fo}}}\\{\frac {\rho D_{T}}{r}}{\frac {\partial }{\partial r}}\left(r{\frac {\partial y_{O}}{\partial r}}\right)-\rho v{\frac {\partial y_{O}}{\partial z}}=S{\frac {\omega }{Y_{Fo}}}\\\end{aligned}}}
où le nombre de Lewis des deux espèces est supposé égal à un et {\displaystyle \rho D_{T}} est supposé constant, où {\displaystyle D_{T}} est la diffusivité thermique. Les conditions aux limites du problème sont
{\displaystyle {\begin{array}{cccc}{\text{en}}\;z=0\,:&0<r<a\,,&y_{F}=1\,,&y_{O}=0\\{\text{en}}\;z=0\,:&a<r<b\,,&y_{F}=0\,,&y_{O}=1\\{\text{en}}\;r=b\,:&0<z<\infty \,,&{\frac {\partial y_{F}}{\partial r}}=0\,,&{\frac {\partial y_{O}}{\partial r}}=0\end{array}}}
L'équation peut être combinée linéairement pour éliminer le terme de réaction non linéaire {\displaystyle \omega /Y_{Fo}} et introduire la fraction de mélange :
{\displaystyle Z={\frac {Sy_{F}-y_{O}+1}{S+1}}}
Cette quantité prend la valeur unité dans le flux de combustible et de zéro dans le flux d'oxydant et c'est un champ scalaire qui n'est pas affecté par la réaction. L'équation satisfaite par {\displaystyle Z} est :
{\displaystyle {\frac {1}{r}}{\frac {\partial }{\partial r}}\left(r{\frac {\partial Z}{\partial r}}\right)-{\frac {\rho v}{\rho D_{T}}}{\frac {\partial Z}{\partial z}}=0}
Si les nombres de Lewis du combustible et du comburant ne sont pas égaux à un, alors l'équation satisfaite par {\displaystyle Z} est non linéaire, donnée par la formulation de Shvab–Zeldovich–Liñán.
On introduit les coordonnées suivante :
{\displaystyle \xi ={\frac {r}{b}}\,,\quad \eta ={\frac {\rho D_{T}}{\rho v}}{\frac {z}{b^{2}}}\,,\quad c={\frac {a}{b}}}
Avec celles-ci le système devient :
{\displaystyle {\frac {1}{\xi }}{\frac {\partial }{\partial \xi }}\left(\xi {\frac {\partial Z}{\partial \xi }}\right)-{\frac {\partial Z}{\partial \eta }}=0}
Les conditions aux limites correspondantes deviennent :
{\displaystyle {\begin{array}{ccc}{\text{en}}\;\eta =0\,:&0<\xi <c\,&Z=1\\{\text{en}}\;\eta =0\,:&c<\xi <1\,&Z=0\\{\text{en}}\;\xi =1\,:&0<\eta <\infty \,&{\frac {\partial Z}{\partial \xi }}=0\end{array}}}
L'équation peut être résolue par séparation des variables :
{\displaystyle Z(\xi ,\eta )=c^{2}+2c\sum _{n=1}^{\infty }{\frac {1}{\lambda _{n}}}{\frac {J_{1}(c\lambda _{n})}{J_{0}^{2}(\lambda _{n})}}J_{0}(\lambda _{n}\xi )e^{-\lambda _{n}^{2}\eta }}
où {\displaystyle J_{0}} et {\displaystyle J_{1}} sont la fonction de Bessel de première espèce et {\displaystyle \lambda _{n}} est la racine n-ième de {\displaystyle J_{1}(\lambda )=0}.
Le problème en géométrie plane peut être résolu de la même façon,.

## Forme et hauteur de la flamme

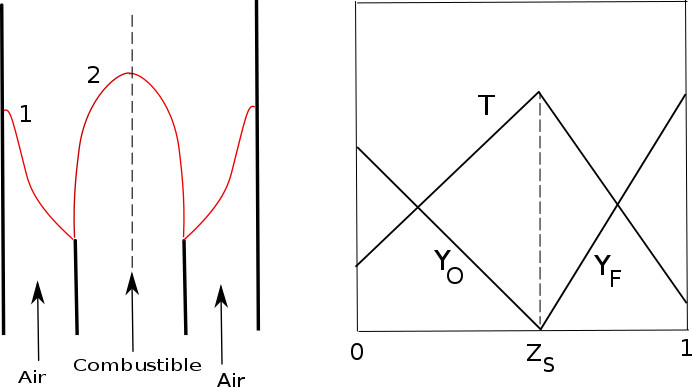
Position de la flamme pour une faible alimentation en air (1) ou une faible alimentation en combustible (2) et diagrammes et

Dans la limite de Burke–Schumann la flamme est considérée comme une fine couche de réaction en dehors de laquelle le combustible et l'oxygène ne peuvent pas coexister : {\displaystyle y_{F}y_{O}=0} presque partout. La couche de réaction elle-même est constituée par la surface stœchiométrique {\displaystyle Sy_{F}=y_{O}}, soit :
{\displaystyle Z=Z_{s}\equiv {\frac {1}{S+1}}}
où {\displaystyle Z_{s}} est la fraction de mélange stœchiométrique.
La couche de réaction sépare la région du combustible et de l'oxydant. La structure interne de la couche réactionnelle est décrite par l'équation de Liñán. Du côté combustible de la nappe de réaction ({\displaystyle Z>Z_{s}}) on a :
{\displaystyle y_{F}={\frac {Z-Z_{s}}{1-Z_{s}}}\,,\;y_{O}=0}
et du côté oxydant {\displaystyle Z<Z_{s}} :
{\displaystyle y_{F}=0\,,\;y_{O}=1-{\frac {Z}{Z_{s}}}}
Pour des valeurs données de {\displaystyle Z_{s}} et de {\displaystyle c} la forme de la flamme est donnée par la condition {\displaystyle Z(\xi ,\eta )=Z_{s}}, c'est-à-dire :
{\displaystyle Z_{s}=c^{2}+2c\sum _{n=1}^{\infty }{\frac {1}{\lambda _{n}}}{\frac {J_{1}(c\lambda _{n})}{J_{0}^{2}(\lambda _{n})}}J_{0}(\lambda _{n}\xi )e^{-\lambda _{n}^{2}\eta }.}
Lorsque {\displaystyle Z_{s}\rightarrow 0} ({\displaystyle S\rightarrow \infty }), la flamme s'étend de l'embouchure du tube intérieur et se fixe au tube extérieur à une certaine hauteur (cas sous-ventilé) et lorsque {\displaystyle Z_{s}\rightarrow 1} ({\displaystyle S\rightarrow 0}), la flamme part de l'embouchure du tube intérieur et se joint à l'axe à une certaine hauteur éloignée de l'embouchure (cas sur-ventilé). En général, la hauteur de la flamme est obtenue en résolvant {\displaystyle \eta } dans l'équation ci-dessus après avoir défini {\displaystyle \xi =1} pour le cas sous-ventilé et {\displaystyle \xi =0} pour le cas sur-ventilé.
Étant donné que les hauteurs de flamme sont généralement assez grandes la hauteur de la flamme peut être estimée en ne conservant que le premier terme de la série du développement des fonctions de Bessel. Cette approximation prédit les hauteurs de flamme pour les deux cas comme suit :
{\displaystyle {\begin{aligned}{\text{cas sous-ventilé}}&\quad \eta ={\frac {1}{\lambda _{1}^{2}}}\ln \left[{\frac {2cJ_{1}(c\lambda _{1})}{(Z_{s}-c^{2})\lambda _{1}J_{0}(\lambda _{1})}}\right]\\{\text{cas sur-ventilé}}&\quad \eta ={\frac {1}{\lambda _{1}^{2}}}\ln \left[{\frac {2cJ_{1}(c\lambda _{1})}{(Z_{s}-c^{2})\lambda _{1}J_{0}^{2}(\lambda _{1})}}\right]\end{aligned}}}
où {\displaystyle \lambda _{1}=3,8317.}